# Liste der Monuments historiques in Sapogne-et-Feuchères
Die Liste der Monuments historiques in Sapogne-et-Feuchères führt die Monuments historiques in der französischen Gemeinde Sapogne-et-Feuchères auf.

## Liste der Objekte
| Bezeichnung | Beschreibung                                                             | Standort                                  | Kennzeichnung | Schutzstatus | Datum | Bild |
| ----------- | ------------------------------------------------------------------------ | ----------------------------------------- | ------------- | ------------ | ----- | ---- |
| Taufbecken  | Stein, 12. Jahrhundert; aus dem Kloster Valroy in Saint-Quentin-le-Petit | Sapogne, im ehemaligen Pfarrgarten (Lage) | PM08000491    | Classé       | 1958  |      |